# إليسا بيريز
إليسا بيريز (بالبرتغالية: Elisa Peres‏) مواليد 17 نوفمبر 1963، هي لاعبة كرة يد أنغولية معتزلة. مثلت منتخب أنغولا لكرة اليد للسيدات. شاركت في دورة الألعاب الأولمبية الصيفية سنة 1996.

## سجل المنافسة
شاركت في البطولات التالية:
- الألعاب الأولمبية الصيفية 1996

## روابط خارجية
- إليسا بيريز على موقع اللجنة الأولمبية الدولية (الإنجليزية)
- إليسا بيريز على موقع أوليمبيديا (الإنجليزية)